# Día de la Libertad de Software
El Día de la Libertad del Software se conmemora anualmente el tercer sábado de septiembre desde 2004 y fue proclamado por la Digital Freedom Foundation en ese mismo año.

## Proclamación
El Día de la Libertad del Software es un evento global proclamado en 2004 por la Digital Freedom Foundation (DFF), una organización sin fines de lucro dedicada a promover el software libre, el hardware abierto y el acceso al conocimiento a través de la tecnología. El movimiento del software libre fue lanzado en 1983 por Richard Stallman, quien fundó el proyecto GNU. Su objetivo principal es promover y difundir los conceptos de software libre y código abierto, así como fomentar su uso y adopción. Los objetivos específicos de este día incluyen:
- Difusión de software libre: Promover la conciencia y el conocimiento sobre los principios y beneficios del software libre entre los participantes y la sociedad en general.
- Fortalecimiento de la comunidad: Fomentar la colaboración y el intercambio de conocimientos entre los miembros de la comunidad de software libre. Incentivar la participación activa de nuevos miembros en proyectos de software libre.
- Establecimiento de redes de contacto: Facilitar la creación de conexiones y vínculos entre personas interesadas en el software libre, incluyendo desarrolladores, usuarios, activistas y organizaciones.[4][5]

## Celebración
Se celebra cada año el tercer sábado de septiembre, una decisión que se tomo en 2006 para maximizar la participación global. La primera celebración tuvo lugar en 2004, y desde entonces se organizan actividades como conferencias, talleres y hackathones en todo el mundo. La coordinación mundial de este día está a cargo de la DFF (como Software Freedom International), pero los eventos locales son organizados por equipos de voluntarios alrededor del mundo, quienes se registran en línea y reciben apoyo de la DFF si es necesario.

## Celebraciones
| Fecha                                                                                               | Equipos | Países |
| --------------------------------------------------------------------------------------------------- | ------- | ------ |
| 28 de agosto de 2004 - Día de la Libertad del Software: Llevando el código abierto a las calles     | 12      | N/A    |
| 10 de septiembre de 2005                                                                            | 136     | 60     |
| 16 de septiembre de 2006 - Día de la Libertad del Software: Llevando el código abierto a las calles | 180     | 70     |
| 15 de septiembre de 2007 - Día de la Libertad del Software: Llevando el código abierto a las calles | 286     | 80     |
| 20 de septiembre de 2008                                                                            | 563     | 90     |
| 19 de septiembre de 2009                                                                            | 700     | 90     |
| 18 de septiembre de 2010 - SFD 2010                                                                 | 397     | 90     |
| 17 de septiembre de 2011 - SFD 2011                                                                 | 442     | 87     |
| 15 de septiembre de 2012 - SFD 2012                                                                 | 301     | 73     |
| 21 de septiembre de 2013 - SFD 2013                                                                 | 316     | 81     |
| 20 de septiembre de 2014 - SFD 2014                                                                 | 197     | 59     |
| 19 de septiembre de 2015 - SFD 2015                                                                 | 141     | 47     |
| 17 de septiembre de 2016 - SFD 2016                                                                 | 128     | 51     |
| 16 de septiembre de 2017 - SFD 2017                                                                 | 88      | 44     |
| 15 de septiembre de 2018 - SFD 2018                                                                 | 71      | 37     |
| 21 de septiembre de 2019 - SFD 2019                                                                 | 59      | 36     |
| 19 de septiembre de 2020 - SFD 2020                                                                 | 18      | 18     |
| 18 de septiembre de 2021 - SFD 2021                                                                 | 60      | 28     |
| 17 de septiembre de 2022 - SFD 2022                                                                 | 43      | 20     |
| 16 de septiembre de 2023 - SFD 2023                                                                 | 49      | 30     |